# Subinspector de poliție de frontieră
Subinspector de poliție de frontieră este primul grad din corpul ofițerilor din cadrul Inspectoratului General al Poliției de Frontieră.